# ديمتري غوتاس
ديمتري غوتاس (بالإنجليزية: Dimitri Gutas)‏ (و 1945 م) هو أستاذ الأدب العربي في جامعة ييل الاميركية.
من آثاره: «الفكر اليوناني والثقافة العربية» - نقله إلى العربية نقولا زيادة (مركز دراسات الوحدة العربية). وقد انتقد فؤاد بن أحمد هذه الترجمة، وقال ان زيادة «ترك وراءه عملا مليئا بالأخطاء».